# 구바 히카루
구바 히카루(일본어: 久場 光, 1990년 4월 9일 ~ )는 일본의 전 축구 선수이다.

## 구단 경력
과거 나고야 그램퍼스, 에히메 FC, FC 류큐에서 활동하였다.